# Nata (Botswana)
Nata é uma vila localizada no Distrito Central em Botswana. Possuía, em 2011, uma população estimada de 6 714 habitantes.